# André Lerond
André Lerond, född 6 december 1930 i Le Havre, död 8 april 2018 i Bron nära Lyon, var en fransk före detta fotbollsspelare. Under sin karriär spelade han främst för Lyon, som han vann Ligue 2 med 1954. Han representerade även Frankrikes landslag vid 31 tillfällen och var med när Frankrike vann VM-brons 1958.

## Meriter
Lyon
- Ligue 2: 1954

Frankrike
- VM-brons: 1958